# Милоть

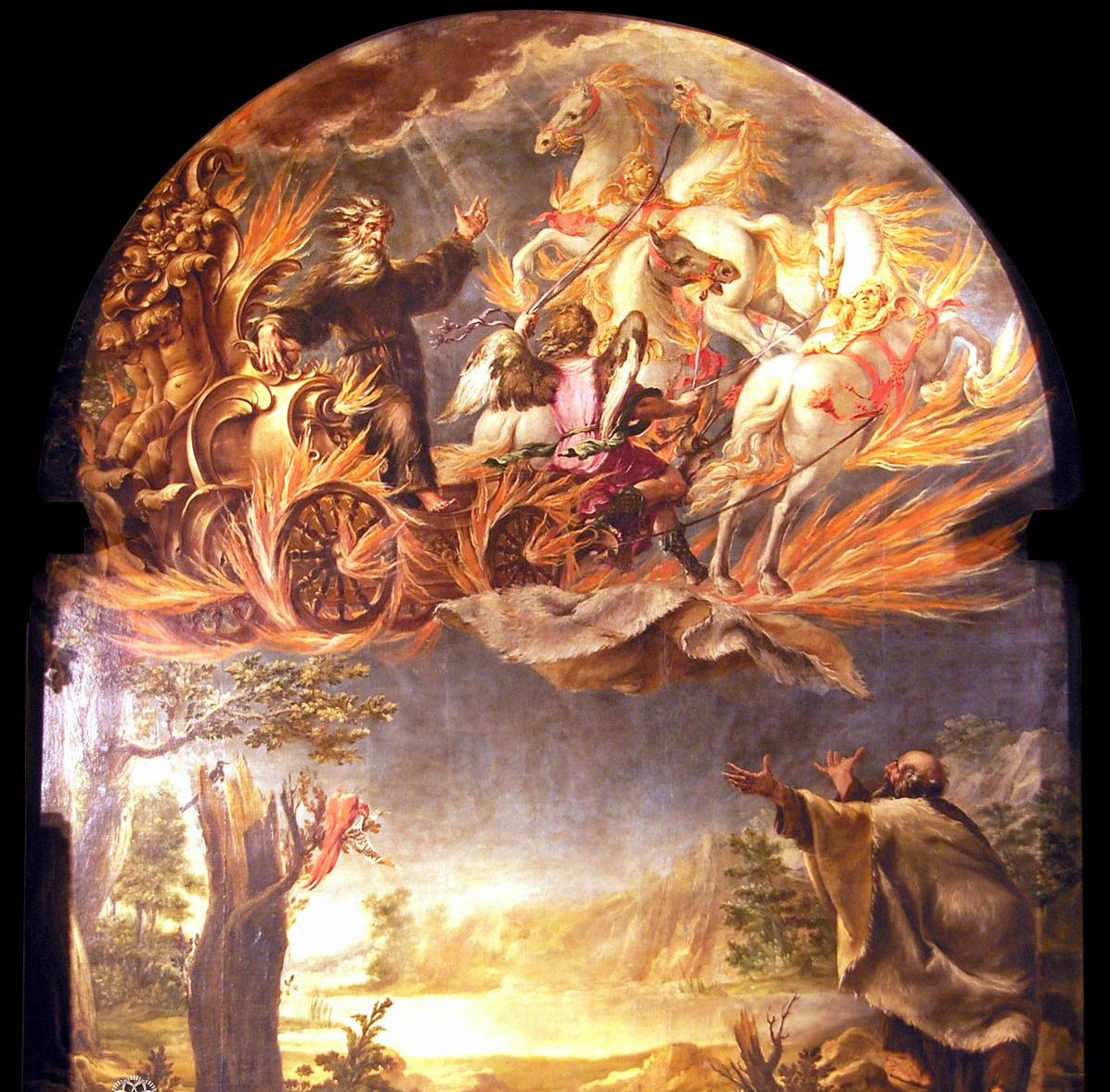
Хуан Вальдес Леаль. «Вознесение пророка Илии». 17 век

Ми́лоть (ст.‑слав. милотиѩ, из греч. μηλωτή «овчина»; ивр. אדרת‎ адерет «плащ, мантия», лат. pallium) — в Библии и последующих священных текстах грубый шерстяной плащ из овечьей шерсти, овчина, кожух, шуба, также из козлиной. Одеяние пророков, отшельников, пустынножителей. Милоть сохранялась как часть одеяния некоторых монашеских орденов.
Наиболее известна милоть пророка Илии, переданная им пророку Елисею.
В иконописи «милотью» называют одежду из шкуры (не путать с власяницей) и тканевый плащ, подбитый мехом изнутри, на плечах Илии, Иоанна Предтечи и др.

## Термин
Транскрипция древнегреческого слова, употребленного в Септуагинте.
Встречается в Синодальном и более ранних переводах, на других языках как правило переводится аналогами обычного слова «плащ».
«Милоть Илии» — наиболее известное применение термина, далее он встречается в толкованиях и аллегориях, и единожды в Новом Завете (Евр. 11, 37): «были побиваемы камнями, перепиливаемы, подвергаемы пытке, умирали от меча, скитались в ми́лотях и козьих кожах, терпя недостатки, скорби, озлобления».
…Мир, лежяй во зле, злобы покрывает,

в милоть доброты оны облекает.

Гордость богатых честноту весть звати,

сребролюбие — промысл нарицати…

(Симеон Полоцкий. «Вертоград многоцветный»)

## Милоть Илии и Елисея

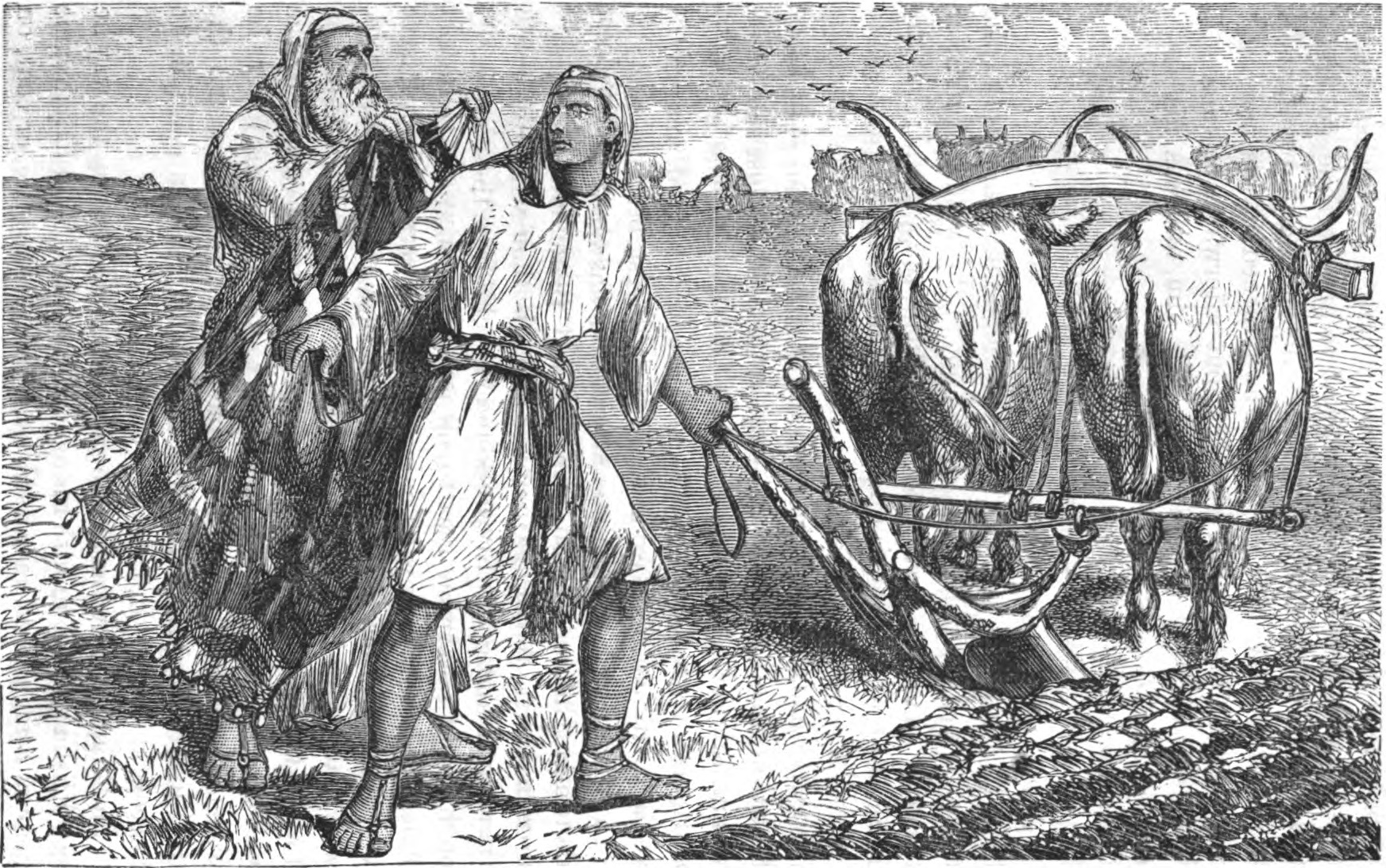
Илия избирает Елисея

Сначала милоть Илии упоминается при встрече Илии с Господом (3-я Царств 19:13): «Услышав сие, Илия закрыл лице свое милотью своею, и вышел, и стал у входа в пещеру. И был к нему голос и сказал ему: что ты здесь, Илия?». Здесь пророк прикрывает глаза, возможно, чтобы не ослепнуть, ср.: «И сказал: Я Бог отца твоего, Бог Авраама, Бог Исаака и Бог Иакова. Моисей закрыл лице свое, потому что боялся воззреть на Бога» (Исход 3:6).
Затем милоть появляется в сцене призвания Илией будущего ученика (3-я Царств 19:19): «И пошел он оттуда, и нашел Елисея, сына Сафатова, когда он орал; двенадцать пар волов было у него, и сам он был при двенадцатой. Илия, проходя мимо него, бросил на него милоть свою».

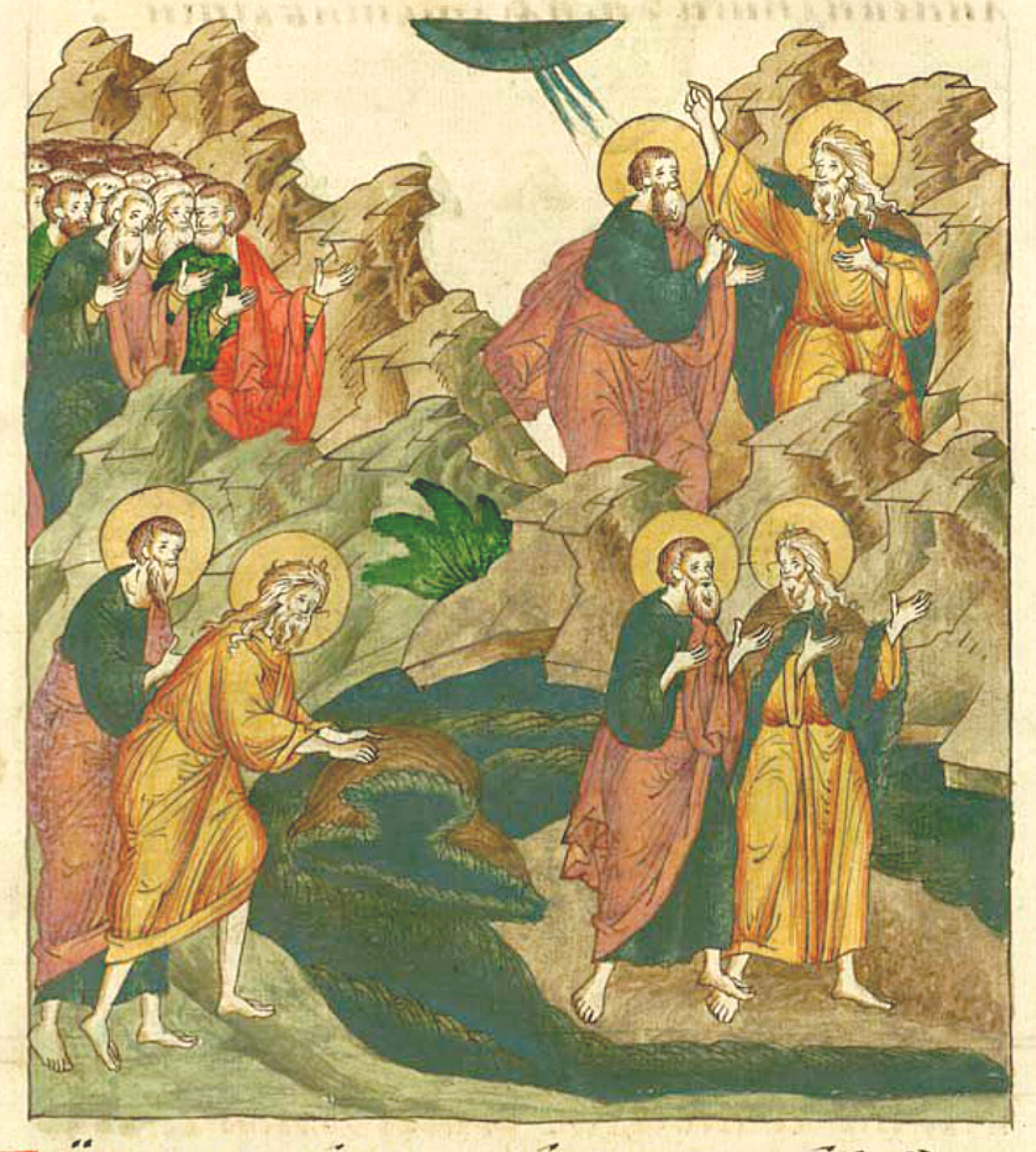
Илья заставляет воды реки расступиться, ударив по ней милотью

После она фигурирует в сцене у реки Иордан (4Цар.2:8): «И взял Илия милоть свою, и свернул, и ударил ею по воде, и расступилась она туда и сюда, и перешли оба посуху». (Он ударяет милотью реку согласно LXX, Vulgata, славянскому текстам — «дважды»).

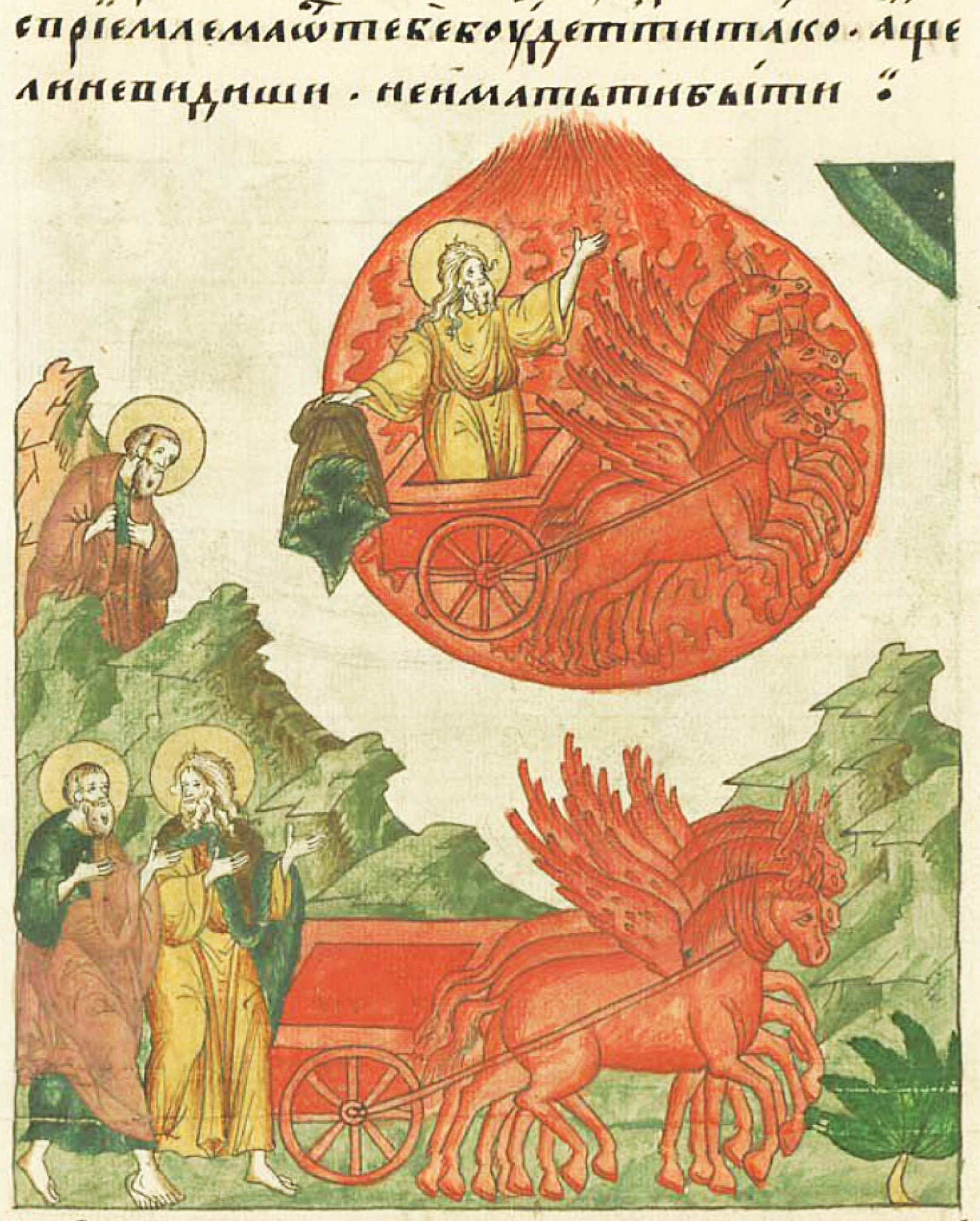
Огненное восхождение пророка Илии

Несколькими строками ниже она падает с неба при вознесении Илии, и его ученик Елисей забирает её (4Цар.2:13): «И поднял милоть Илии, упавшую с него, и пошел назад, и стал на берегу Иордана». Затем он совершает с её помощью аналогичное чудо (4Цар.2:1): «и взял милоть Илии, упавшую с него, и ударил ею по воде, и сказал: где Господь, Бог Илии, — Он Самый? И ударил по воде, и она расступилась туда и сюда, и перешел Елисей».

#### Толкования
Возможно, такое внимание к плащу в эпизоде жития Илии связано с некой сакральностью этого атрибута. «Об одеянии пророков на древнем ближнем Востоке в литературе почти ничего не говорится, поэтому сопоставления затруднительны. Интересно отметить, что в ассирийских надписях этого периода упоминаются индивидуумы, одетые в накидки с львиными головами. Некоторые из них участвуют в ритуальных плясках и сопровождают божество. Полагают, что это были экзорцисты, специалисты по изгнанию бесов», пишет западный комментатор.
Христианские комментаторы пишут, что Елисей, будучи единственным очевидцем вознесения Илии на небо, в наследие от него получил милоть, как видимый знак преемства пророческого духа.

Поскольку Илия является прообразом Иисуса Христа, в толкованиях его милоть приобретает и новозаветные коннотации:

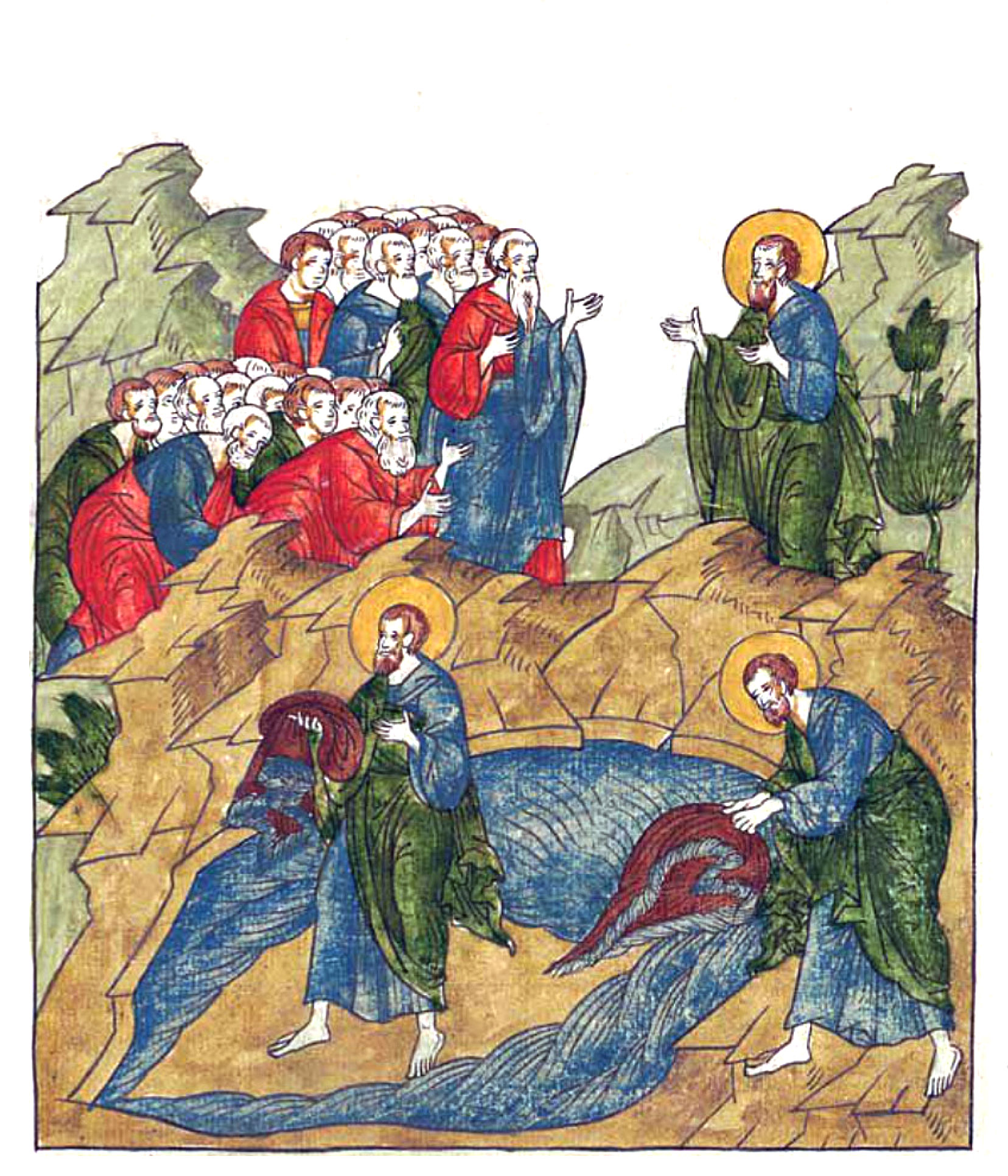
Елисей заставляет воды реки расступиться, ударив по ней милотью и призывая бога Илии

«Но сей послал с высоты Елисею [свою] милоть: Христос же послал апостолам Своим Утешителя и Святаго [Духа], котораго мы все приняли, получив крещение, чрез которое мы освящаемся, как всех научает [тому] Единый Человеколюбец». (Роман Сладкопевец, Икос 33.)
"Милоть, которую носил Илия, символизирует доброту Иисуса — Его праведность. Как милоть была сделана из овечьей шкуры, так и Христос, «Агнец Божий», имел одежду праведности, сотканную на небесах", пишет современный западный комментатор.
В композиции своего вознесения Илья, возносящийся и оставляющий свою милоть Елисею, трактован как ветхозаветный прообраз Богородицы, которая передает свой пояс апостолу Фоме. А погружение Ильей своей милоти в воду ясно напоминает о мафории (плаще) Богородицы, спасшем Константинополь от аваров в 626 году именно в тот момент, когда его погрузили в море.
У караима Илии Башияца из Андрианополя (1420—1491 г.) есть сочинение «Милоть Илии» (Адерет Елиягу).

#### Реликвия
После смерти Елисея милоть сохранялась евреями как реликвия.
В Византии милоть и пояс Илии хранились в Фаросской церкви Большого императорского дворца — сокровищнице византийских царей (о них сообщает, например, Антоний Новгородец, посетивший Константинополь ок. 1200 г.).
Грузинская традиция считает, что милоть в итоге оказалась в регионе и ныне покоится в фундаменте собора Светицховели.
Благодаря милоти Илия стал покровителем греческих православных работников меховой промышленности. В 1900 году Точков писал о скорняках в Охриде: «…каждый скорняк до сих пор свято верит в древнюю легенду, переданную ему предками, что Илья был первым, кто носил шубу, и что когда он сам вознесся на небо, он оставил эту шубу своему ученику Елисею, который творил с ней чудеса. Даже сегодня существует обычай, напоминающий о старинном домашнем союзе: в Ильин день мастер принимает своих подмастерьев и учеников». В недавно созданном меховом центре в районе Ниддастрассе во Франкфурте-на-Майне после Второй мировой войны и до 2000 года существовал осенний бал торговой ассоциации греческих торговцев мехом и меховщиков, называвшейся «Пророк Илия», который был общественным событием не только для греческих представителей отрасли.

## Иконопись

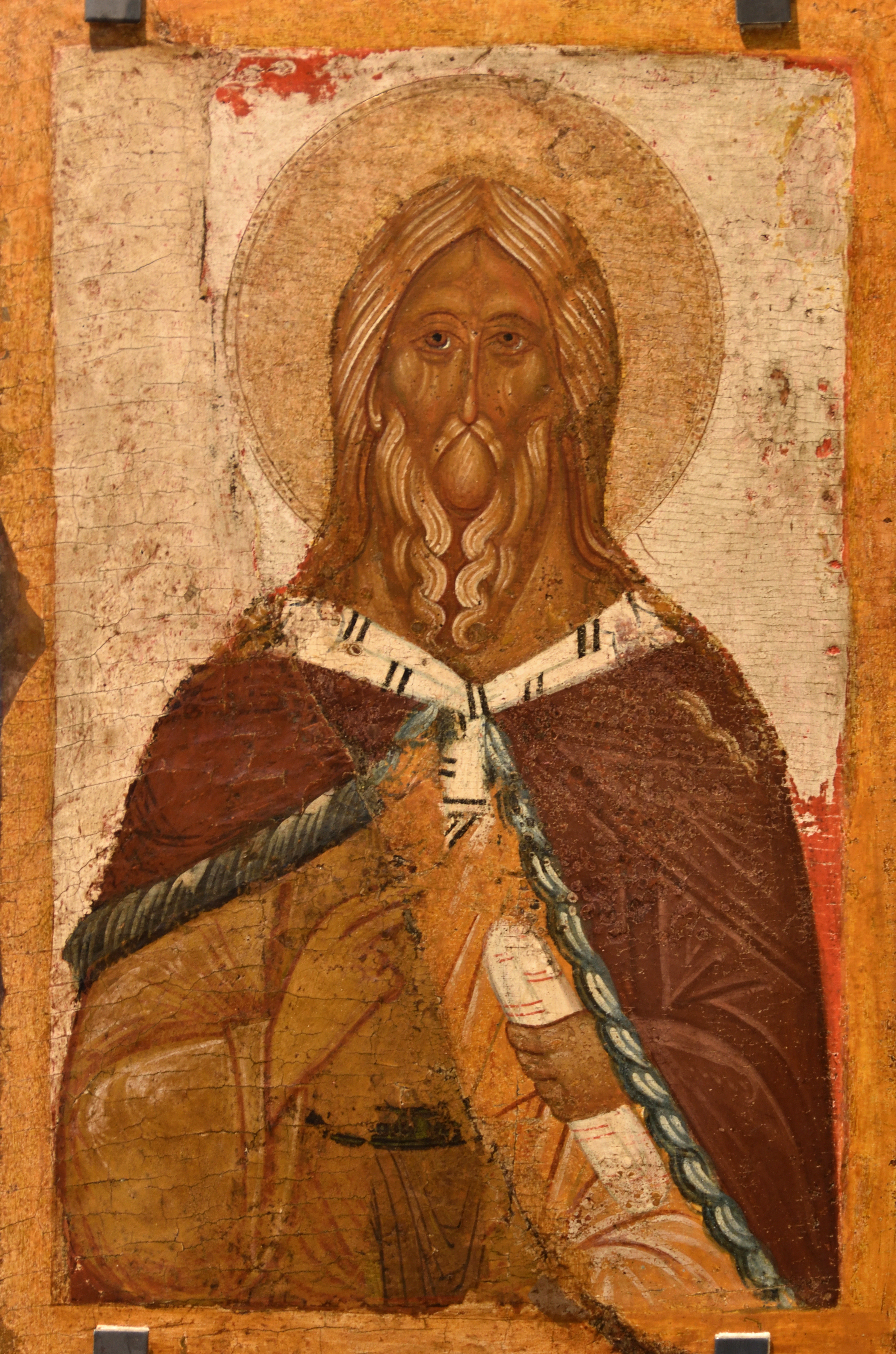
Икона Ильи-пророка в милоти (опознается по тонкой меховой кайме по краю плаща)

В искусстве милоть Илии изображается обычно падающей с колесницы, хотя иногда Елисей и буквально стаскивает её с Илии. В иконописи этого сюжета она обычно ткань, а не овчина.
В виде овчины милоть фигурирует в описании иконных образов — Илии, Иоанна Предтечи и некоторых других святых — отшельников, пустынножителей. Это меховая шкура или одежда из шкуры мехом наружу. Иоанн Предтеча одет в милоть не только потому, что по тексту он одевался в шкуру (правда, верблюжью), но и потому, что образ Ильи толковался и как прообраз Иоанна Предтечи. Не путать: «Краткий иконописный иллюстрированный словарь» пишет, что власяницу — сотканный из грубой шерсти хитон, который монахи-отшельники носили на голом теле как своего рода вериги, также иногда именуют «милотью», однако это ошибка.
«Милотью» называют и обычный тканевый плащ, подбитый мехом на плечах Илии, Иоанна Предтечи. Иногда меховая кайма едва видна и кажется тесьмой по краям.

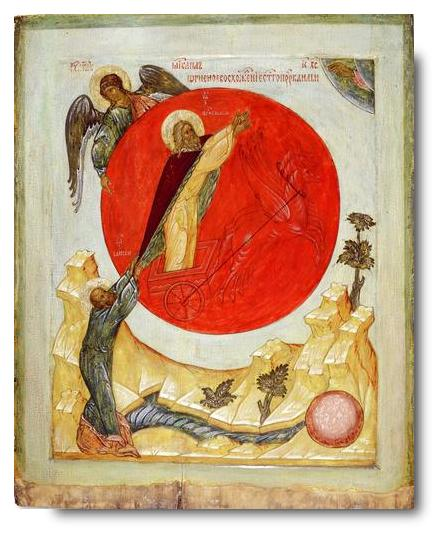
Огненное восхождение пророка Илии (русская икона): мелоть явно из ткани
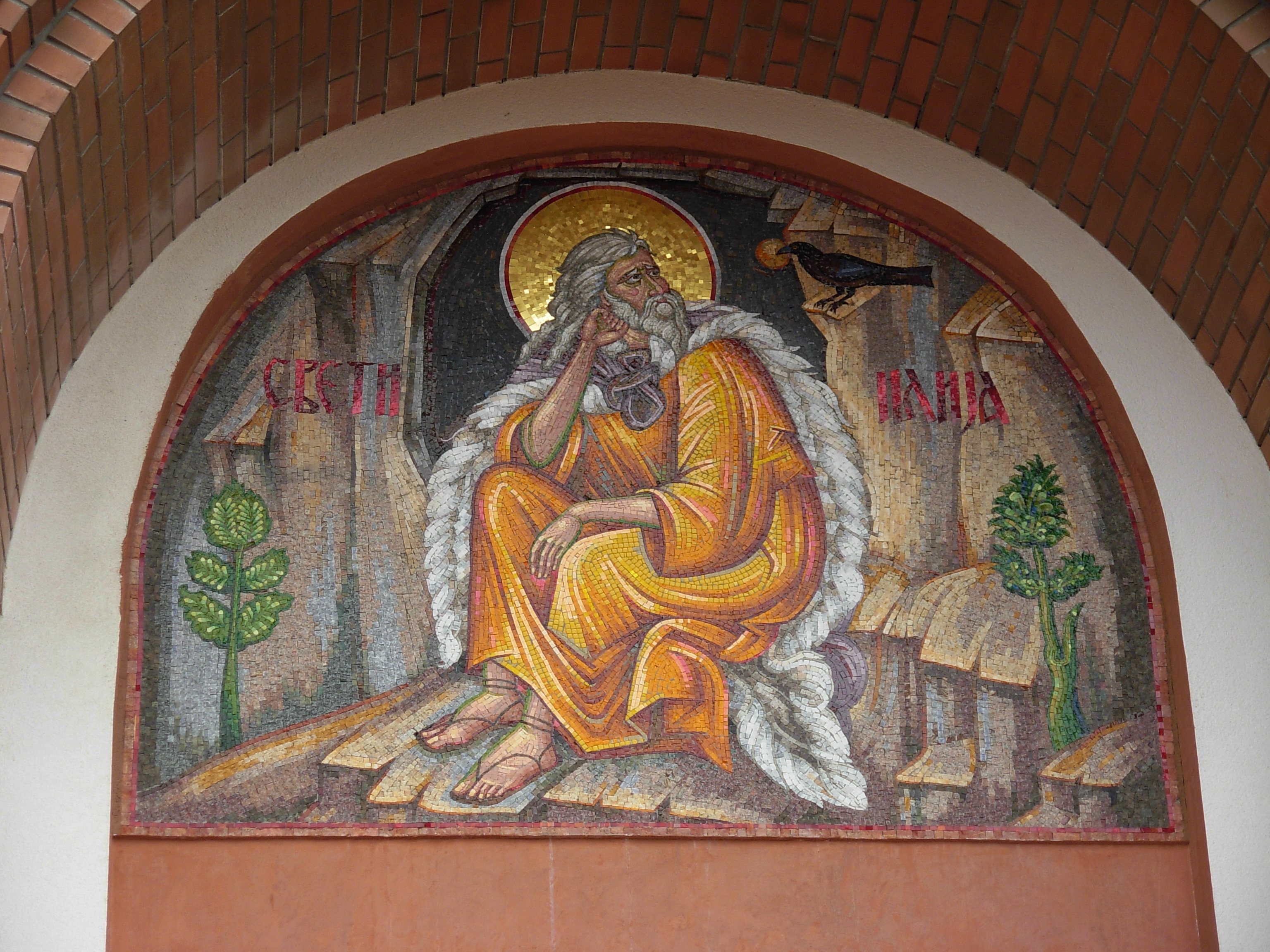
Илья-пророк в пустыне (сербская мозаика): мелоть - овчина, наброшенная на плечи
Илья-пророк (греческая икона): мелоть - тканевый плащ, подбитый мехом
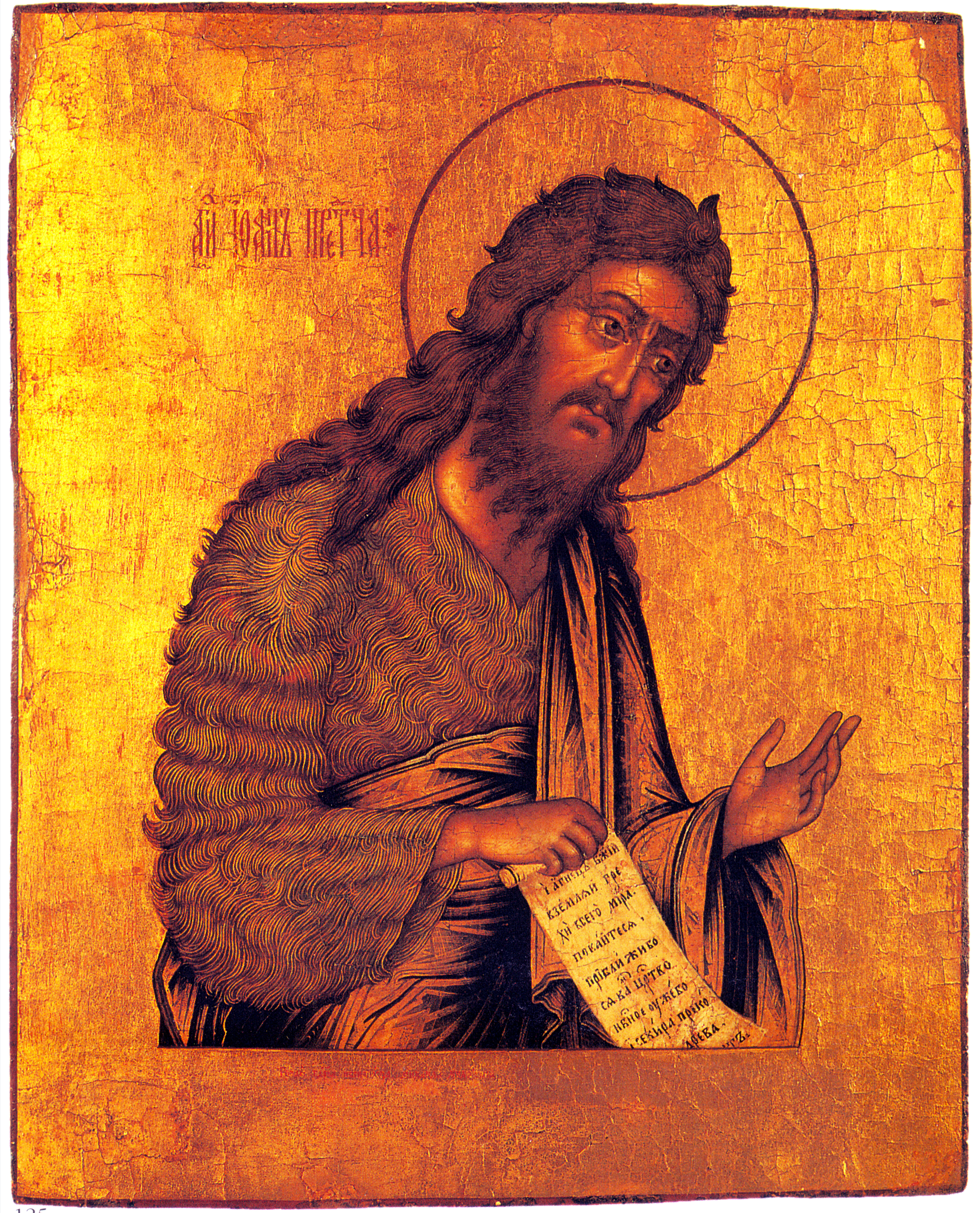
Иоанн Предтеча (русская икона): мелоть - одежда на все тело, напоминающая власяницу
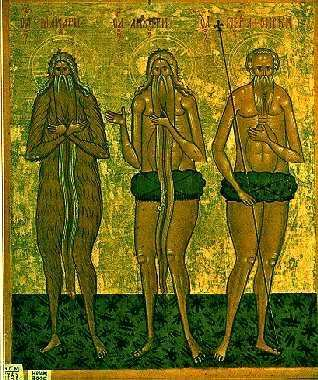
Свв. Онуфрий, Макарий Египетский и Петр Афонский (балканская икона): мелоть на крайнем слева покрывает все тело, словно волосы

## Монашеская одежда
Милоть сохранялась как часть одеяния некоторых монашеских орденов. Так, перечислена в уставе св. Пахомия, её значение — «умерщвление в себе всякого стремления плотских страстей в подражание пророку Илии».
В так называемом Правиле Ангела у Пахомия есть предписание: «для ночного времени монахи должны иметь льняной левитон и быть препоясанными. Каждый из них пусть носит белую дубленую овчину. Без этого они не могут ни есть, ни спать». Об египтянине Ионе говорится: «он сшил три овчины, и этого хватало, чтобы укрыть тело в обычные дни; ничего другого он не надевал, ни зимой, ни летом».
Церковный историк А. Сидоров пишет: "«Милоть была самой древней и первой одеждой иноков, отличавшей их на первых порах от мирян. Её носил сам отец монашествующих св. Антоний; в милоть одел он и ученика своего Илариона. „Козлиная одежда внушала монахам, — по словам Кассиана, — что они, умертвив плотские страсти, постоянно должны прилежать добродетелям и не допускать, чтобы в теле их оставались свойственные юношеским летам горячность и непостоянство“. Таким образом, уже и в то время ношение милоти имело символический характер, указывающий на уничтожение в иноке плотских порывов и на сосредоточение всего внимания его на добродетелях». Избрание первыми иноками милоти в качестве своего облачения намекало, возможно, ещё и на то, что монашество взяло на себя пророческое служение в Церкви".
П. Ф. Оппенгейм в книге «Монашеская одежда в древней Церкви» пишет: «Вещи из шкур носило большинство египетских монахов. Евагрий Понтийский отмечает общее: „Они носят овчину“. Иоанн Кассиан считает, что это были козьи шкуры. Греческий автор Vita Pachomii в предисловии сообщает, что „они ходили в шкурах овец и коз, бедствуя, страдая, но сохраняя терпение“. Согласно речи Ангела, это была белая дубленая овчина».